# Riccardo Cucchi
Riccardo Cucchi (Roma, 31 agosto 1952) è un giornalista ed ex radiocronista sportivo italiano.

## Biografia
Laureatosi in Lettere alla Sapienza - Università di Roma, nel 1979 viene assunto alla Rai dopo aver vinto un concorso per radiotelecronisti, e dal 1981 al 1991 sarà attivo nella sede molisana della radiotelevisione pubblica. Qui comincia a lavorare per il noto programma radiofonico Tutto il calcio minuto per minuto seguendo il Campobasso in Serie B (con la prima radiocronaca in Campobasso-Fiorentina di Coppa Italia), e collabora anche con 90º minuto. In seguito si affianca a voci storiche della trasmissione come Sandro Ciotti, Enrico Ameri e Alfredo Provenzali, e oltre al calcio segue anche canottaggio, scherma e atletica leggera, sport quest'ultimo di cui commenta, nel 1992, le gare alle Olimpiadi di Barcellona.
Nella stagione 92-93 inizia ad alternarsi a Sandro Ciotti nel ruolo di prima voce di Tutto il calcio quando il campo principale è lontano da Milano (dove Ciotti deve trovarsi la sera per condurre La Domenica Sportiva). Due anni più tardi, nel 1994, sostituisce Sandro Ciotti come radiocronista della Nazionale e prima voce di Tutto il calcio minuto per minuto, ruolo che manterrà per 23 anni, raccontando 19 scudetti. Ha partecipato come inviato a otto Olimpiadi e sei Mondiali di calcio, tra cui quello di Germania 2006; la radiocronaca della finale vinta dall'Italia è diventata celebre dopo la sua diffusione su Internet. Nell'estate 2007 viene nominato caporedattore dello sport a Radio Rai, succedendo a Marco Martegani.
Il 4 giugno 2014 dallo Stadio Renato Curi di Perugia effettua la sua ultima radiocronaca della Nazionale in occasione dell'amichevole contro il Lussemburgo (ultimo incontro prima del campionato del mondo 2014), lasciando dopo vent'anni l'incarico di prima voce degli Azzurri a Francesco Repice, che fino ad allora lo affiancava nelle cronache.
Il 12 febbraio 2017 con Inter-Empoli della 24ª giornata di campionato di Serie A ha commentato la sua ultima partita.
Sempre nello stesso giorno ha dichiarato di tifare per la Lazio, aggiungendo di aver sempre cercato di raccontare con imparzialità le radiocronache della squadra biancoceleste. Della Lazio ha peraltro annunciato in diretta radio, durante la cronaca di Perugia-Juventus, la vittoria del secondo Scudetto. In quell'occasione la sua voce è stata diffusa all'interno dello Stadio Olimpico di Roma, invaso dai tifosi biancocelesti in attesa della fine del match dei bianconeri, sospeso per due ore a causa di un violento acquazzone che si era abbattuto su Perugia.
Nella stagione 2017-2018 conduce La Domenica Sportiva.

## Opere
- Riccardo Cucchi, Clamoroso al Cibali. «Tutto il calcio minuto per minuto». Quando la radio diventa storia. Con CD Audio, Bologna, Minerva Edizioni, 2010, ISBN 978-88-7381-308-8.

- Riccardo Cucchi, La partita del Secolo. Storia, mito e protagonisti di Italia-Germania 4-3, Milano, Piemme, 2020, ISBN 978-88-566-7625-9.

- Riccardo Cucchi, Un altro calcio: È ancora possibile, Busto Arsizio, People, 2023, ISBN 979-1259791665.